# Svarttjärnen (Krokstads socken, Bohuslän)
Svarttjärnen är en sjö i Munkedals kommun i Bohuslän och ingår i Örekilsälvens huvudavrinningsområde. Sjön är 10 meter djup, har en yta på 0,02 kvadratkilometer och befinner sig 148 meter över havet.